# Polyrhachis olybria
Polyrhachis olybria é uma espécie de formiga do gênero Polyrhachis, pertencente à subfamília Formicinae.